# Bryocodia altina
Bryocodia altina är en fjärilsart som beskrevs av Jones 1914. Bryocodia altina ingår i släktet Bryocodia och familjen nattflyn. Inga underarter finns listade i Catalogue of Life.